# Politop chiral
În matematică, există două definiții diferite pentru un politop chiral. Una este că este un politop care este chiral (sau "enantiomorf"), ceea ce înseamnă că nu are vreo simetrie în oglindă. Prin această definiție, un politop căruia îi lipsește orice simetrie ar fi un exemplu de politop chiral.
Cealaltă definiție a unui politop chiral este că acesta este un politop cât mai simetric posibil fără a fi avea o simetrie în oglindă, formalizat în termenii acțiunii grupului de simetrie al politopului de pe steagurile sale. Prin această definiție, chiar și politopurile extrem de simetrice și enantiomorfe, cum ar fi [[cubul], nu sunt chirale. O mare parte din studiul politopurilor simetrice, dar chirale, a fost realizat pe politopuri abstracte, din cauza sărăciei de exemple geometrice.

## Politopuri fără simetrie în oglindă
| Imagine indisponibilă                                     |  | Imagine indisponibilă |
| Cubul snub este izogonal, dar nu are simetrie de reflexie |  |                       |

Un triunghi scalen nu are simetrii în oglindă, ca urmare în două dimensiuni este o figură chirală

Multe politopuri nu au simetrie în oglindă și, în acest sens, sunt politopuri chirale. Cel mai simplu exemplu este un triunghi scalen.
Este posibil ca politopurile să aibă un grad ridicat de simetrie, dar totuși să lipsească simetria în oglindă; un exemplu simplu este un bisfenoid atunci când fețele sale nu sunt congruente cu un triunghi isoscel. Alt exemplu este cubul snub, care este izogonal (tranzitiv pe vârfuri), dar, neavând simetrie de reflexie, în acest sens este considerat chiral.

## Politopuri chirale simetrice

### Definiție
Definiția mai tehnică a unui politop chiral este un politop care are două orbite de steaguri sub grupul de simetrii, cu steaguri adiacente pe orbite diferite. Aceasta implică faptul că trebuie să fie izogonal, izotoxal și izoedric, deoarece fiecare vârf, latură sau față trebuie să fie reprezentate de steaguri pe ambele orbite; totuși, nu poate fi simetric în oglindă, deoarece fiecare simetrie în oglindă a politopului ar schimba o pereche de steaguri adiacente.
În sensul acestei definiții, grupul de simetrie al unui politop poate fi definit în oricare dintre cele două moduri diferite: se poate referi la simetriile unui politop privit ca obiect geometric (caz în care politopul este numit chiral geometric) sau se poate referi la simetriile politopului privit ca structură combinatorie (un politop abstract). Chiralitatea este semnificativă pentru ambele tipuri de simetrie, dar cele două definiții clasifică politopuri diferite ca fiind chirali sau nu.

### În spațiul tridimensional
În trei dimensiuni, nu este posibil ca un politop chiral geometric să aibă un număr finit de fețe finite. De exemplu, cubul snub este izogonal, dar steagurile sale au mai mult de două orbite și nu este nici izotoxal, nici izoedric, deci nu este suficient de simetric pentru a îndeplini definiția formală a chiralității. Poliedrele cvasiregulate și dualii lor, cum ar fi cuboctaedrul și dodecaedrul rombic, oferă un alt tip interesant de „aproape”: au două orbite de steaguri, dar sunt simetrice în oglindă și nu fiecare pereche adiacentă de steaguri aparține de orbite diferite. Totuși, în ciuda inexistenței poliedrelor tridimensionale chirale finite, există un număr infinit de apeiroedre strâmbe tridimensionale chirale de tipuri {4,6}, {6,4} și {6,6}.